# Michail Loris-Melikov

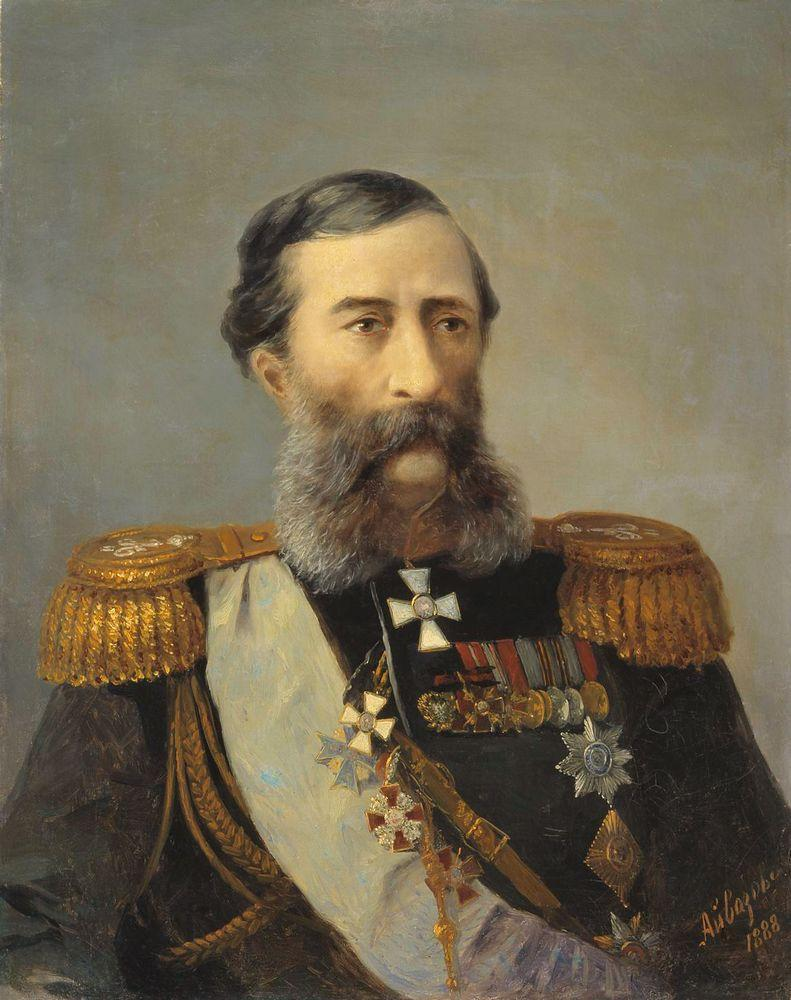
Michail Loris-Melikov

Michail Tarielovitj Loris-Melikov (ryska: Михаил Тариэлович Лорис-Меликов), född 1 januari (gamla stilen: 20 december) 1826 i Tbilisi, död 22 december 1888 (gamla stilen: 10 december) i Nice, var en rysk greve, general och statsman.
Loris-Melikov var son till en armenisk köpman, ingick 1843 i rysk militärtjänst vid ett husarregemente och deltog sedan 1847 med utmärkelse i striderna mot bergsfolken i Kaukasien. Efter intagandet av Kars (1855) blev han denna stads guvernör, utnämndes 1856 till generalmajor och 1875 till general. Under rysk-turkiska kriget 1877-78 var han i själva verket befälhavare för den armé, som uppträdde i Mindre Asien, ehuru han officiellt ställdes endast som "biträde" åt storfurst Michail Nikolajevitj. Hans företag gav till en början inte någon framgång. Efter nederlagen vid Zevin 25 juni 1877, vid Aladzja 18 augusti och Kisil-tepe 25 samma månad måste ryssarna gå tillbaka ända till sitt rikes gräns. De räddades dock där liksom på den europeiska krigsskådeplatsen genom turkarnas overksamhet och kunde, då förstärkningar från Ryssland anlänt, åter gå anfallsvis till väga. Den kringgående rörelse, som Loris-Melikov då anordnade och som slutade med den öster om Kars 14 och 15 oktober 1877 vunna segern samt tillfångatagandet av en stor del av den turkiska armén, var en framgång för Loris-Melikov. Sedan han natten mellan 17 och 18 november med storm tagit Kars, var i själva verket striden avslutad på denna krigsskådeplats.
Loris-Melikov tilldelades 1878 grevlig värdighet. År 1879 utnämndes han – efter att energiskt ha lett bekämpandet av pesten vid nedre Volga - till generalguvernör i Charkov, och efter den bekanta dynamitexplosionen i Vinterpalatset i Sankt Petersburg i februari 1880 ställdes han med snart sagt oinskränkt myndighet i spetsen för "högsta exekutivkommissionen" (24 februari). Han ansåg emellertid inte endast våldsåtgärder, utan även reformer var nödvändiga för att kväva den revolutionära sammanslutningen Narodnaja volja (Folkets vilja). Bland annat genomdrev han, att den för sin maktfullkomlighet beryktade polisinstitution, som benämns "Tredje avdelningen" och dittills lytt omedelbart under kejsaren, kom att sortera under inrikesministeriet, för vilket han 18 augusti 1880 ställdes i spetsen. Han förmådde vidare Alexander II att vidta förberedande åtgärder för att inkalla ett slags folkrepresentation, naturligtvis med starkt begränsad befogenhet, men endast några dagar efter detta beslut mördades tsaren av Narodnaja volja (13 mars 1881), och efterträdaren, Alexander III, återgick till följd av detta till gammaldags autokrati och långt gående tvångsåtgärder i kampen mot revolutionärerna. Loris-Melikov tvingades ta avsked (16 maj 1881), fick Nikolaj Ignatiev till efterträdare och användes, fastän till namnet ledamot av statsrådet, ej vidare i statsärenden.